# Eksponentni integral
Eksponéntni integrál (tudi integrálna eksponéntna fúnkcija,:203 označba Ei) je v matematiki specialna nelementarna funkcija v kompleksni ravnini. Definirana je kot poseben določeni integral razmerja med eksponentno funkcijo in njegovim argumentom.

## Definicije
Za realne neničelne vrednosti x je eksponentni integral Ei(x) definiran kot:
{\displaystyle \operatorname {Ei} (x)=-\int _{-x}^{\infty }{\frac {e^{-t}}{t}}\,\mathrm {d} t\!\,.}
Rischev algoritem pokaže, da funkcija Ei ni elementarna. Zgornja definicija se lahko uporabi za pozitivne vrednosti x, vendar je treba integral razumeti v smislu Cauchyjeve glavne vrednosti zaradi singularnosti integranda v točki 0.
Za kompleksne vrednosti argumenta je ta definicija dvoumna zaradi vejišč v 0 in {\displaystyle \infty }. Zaradi tega se namesto Ei uporablja naslednji zapis:
{\displaystyle \mathrm {E} _{1}(z)=\int _{z}^{\infty }{\frac {e^{-t}}{t}}\,\mathrm {d} t,\qquad (|{\rm {Arg}}(z)|<\pi )\!\,.}
V splošnem je prerez vejišča vzet na negativni realni osi in se lahko funkcija E1 definira z analitičnim nadaljevanjem vseepovsod drugod v kompleksni ravnini.
Za pozitivne vrednosti realnega dela {\displaystyle z} se lahko to zapiše kot:
{\displaystyle \mathrm {E} _{1}(z)=\int _{1}^{\infty }{\frac {e^{-tz}}{t}}\,\mathrm {d} t=\int _{0}^{1}{\frac {e^{-z/u}}{u}}\,\mathrm {d} u,\qquad (\Re (z)\geq 0)\!\,.}
Obnašanje funkcije E1 blizu prereza vejišča se lahko vidi z naslednjim izrazom:
{\displaystyle \lim _{\delta \to 0+}\mathrm {E_{1}} (-x\pm i\delta )=-\mathrm {Ei} (x)\mp i\pi ,\qquad (x>0)\!\,.}

## Značilnosti
Več spodnjih značilnosti eksponentnega integrala v določenih primerih omogoča izogib eksplicitni določitvi vrednosti prek zgornje definicije.

### Konvergentne vrste
Če se integrira Taylorjeva vrsta za {\displaystyle e^{-t}/t\,} in izloči logoritemska singularnost, se lahko izpelje naslednji razvoj v vrsto za funkcijo {\displaystyle \mathrm {E} _{1}(x)\,} za realne {\displaystyle x\,}:
{\displaystyle \operatorname {Ei} (x)=\gamma +\ln |x|+\sum _{k=1}^{\infty }{\frac {x^{k}}{k\;k!}},\qquad (x\neq 0)\!\,.}
Za kompleksne argumente stran od negativne realne osi se to posploši v:
{\displaystyle \mathrm {E} _{1}(z)=-\gamma -\ln z-\sum _{k=1}^{\infty }{\frac {(-z)^{k}}{k\;k!}},\qquad (|\mathrm {Arg} (z)|<\pi )\!\,,}
kjer je {\displaystyle \gamma \,} Euler-Mascheronijeva konstanta. Vsota konvergira za vse kompleksne {\displaystyle z}, tako da se za običajno vrenost kompleksnega logaritma vzame prerez vejišča vzdolž negativne realne osi.
S to formulo se lahko izračuna {\displaystyle \mathrm {E} _{1}(x)\,} z operacijami s plavajočo vejico za realne {\displaystyle x\,} med 0 in 2,5. Za {\displaystyle x>2,5\,} je rezultat netočen zaradi izgube pomembnosti.
Hitreje konvergirajočo vrsto je našel Ramanudžan:
{\displaystyle \operatorname {Ei} (x)=\gamma +\ln x+e^{x/2}\sum _{n=1}^{\infty }{\frac {(-1)^{n-1}x^{n}}{n!\,2^{n-1}}}\sum _{k=0}^{\lfloor (n-1)/2\rfloor }{\frac {1}{2k+1}}\!\,.}

### Asimptotične (divergentne) vrste
Konvergenca zgornje vrste je počasna za argumente z večjim modulom. Za {\displaystyle x=10\,} je na primer potrebno več kot 40 členov za vrednost točno na tri decimalna mesta. Obstaja pa približek z divergentno vrsto, ki se lahko dobi z integracijo {\displaystyle ze^{z}\mathrm {E} _{1}(z)\,} po delih:
{\displaystyle \mathrm {E} _{1}(z)={\frac {e^{-z}}{z}}\sum _{n=0}^{N-1}{\frac {n!}{(-z)^{n}}}\!\,,}
z napako reda {\displaystyle O(N!z^{-N})\,} in velja za velike vrednosti {\displaystyle \mathrm {Re} (z)\,}. Relativna napaka zgornjega približka je prikazana na desni sliki za različne vrednosti členov {\displaystyle N\,} v prisekani vsoti ({\displaystyle N=1\,} rdeče, {\displaystyle N=5\,} rožnato).

### Eksponentno in logaritemsko obnašanje: izenačevanje
Iz dveh vrst predlaganih v predhodnih razdelkih sledi, da se funkcija {\displaystyle \mathrm {E} _{1}\,} obnaša kot negativna eksponentna funkcija za velike vrednosti argumenta in kot logaritem za majhne vrednosti. Za pozitivne realne vrednosti argumenta se lahko funkcija {\displaystyle \mathrm {E} _{1}\,} izenači z elementarnimi funkcijami kot sledi:
{\displaystyle {\frac {1}{2}}e^{-x}\,\ln \!\left(1+{\frac {2}{x}}\right)<\mathrm {E} _{1}(x)<e^{-x}\,\ln \!\left(1+{\frac {1}{x}}\right),\qquad (x>0)\!\,.}
Leva stran te neenakosti je prikazana na levem grafu modro; osrednji del {\displaystyle \mathrm {E} _{1}(x)\,} črno, desna stran pa rdeče.

### Definicija s funkcijo Ein
Obe funkciji {\displaystyle \operatorname {Ei} \,} in {\displaystyle \mathrm {E} _{1}\,} se lahko zapišeta preprostejši obliki s pomočjo cele funkcije {\displaystyle \operatorname {Ein} \,}, definirane kot:
{\displaystyle \operatorname {Ein} (z)=\int _{0}^{z}(1-e^{-t}){\frac {\mathrm {d} t}{t}}=\sum _{k=1}^{\infty }{\frac {(-1)^{k+1}z^{k}}{k\;k!}}\!\,.}
(to je le alternirajoča vrsta v zgornji definiciji funkcije {\displaystyle \mathrm {E} _{1}\,}). Potem velja:
{\displaystyle \mathrm {E} _{1}(z)\,=\,-\gamma -\ln z+\operatorname {Ein} (z),\qquad (|\mathrm {Arg} (z)|<\pi )\!\,.}
{\displaystyle \operatorname {Ei} (x)\,=\,\gamma +\ln x-\operatorname {Ein} (-x),\qquad (x>0)\!\,.}

### Povezava z drugimi funkcijami
EKsponentni integral je v tesni povezavi z logaritemskim integralom li(x) s formulo:
{\displaystyle \operatorname {li} (x)=\operatorname {Ei} (\ln x)\!\,,}
za pozitivne realne vrednosti {\displaystyle x\,}.
Eksponentni integral se lahko posploši na:
{\displaystyle \operatorname {E} _{n}(x)=\int _{1}^{\infty }{\frac {e^{-xt}}{t^{n}}}\,\mathrm {d} t\!\,,}
kar se lahko zapiše kot poseben primer nepopolne funkcije gama:
{\displaystyle \operatorname {E} _{n}(x)=x^{n-1}\Gamma (1-n,x)\!\,.}
Posplošena oblika se včasih imenuje Misrova funkcija, {\displaystyle \varphi _{m}(x)\,}, definirana kot:
{\displaystyle \varphi _{m}(x)=\operatorname {E} _{-m}(x)\!\,.}
Z upoštevanjem logaritma se definira posplošena integralsko-eksponentna funkcija:
{\displaystyle \operatorname {E} _{s}^{j}(z)={\frac {1}{\Gamma (j+1)}}\int _{1}^{\infty }(\log t)^{j}{\frac {e^{-zt}}{t^{s}}}\,\mathrm {d} t\!\,.}
Nedoločeni integral:
{\displaystyle \operatorname {Ei} (a\cdot b)=\iint e^{ab}\,\mathrm {d} a\,\mathrm {d} b\!\,}
je po obliki podoben navadni rodovni funkciji za {\displaystyle d(n)\,}, številu deliteljev {\displaystyle n\,}:
{\displaystyle \sum \limits _{n=1}^{\infty }d(n)x^{n}=\sum \limits _{a=1}^{\infty }\sum \limits _{b=1}^{\infty }x^{ab}\!\,.}

### Odvajanje
Odvode posplošenih funkcij {\displaystyle \operatorname {E} _{n}\,} se lahko izračuna s formulo:
{\displaystyle \operatorname {E} _{n}'(z)=-\operatorname {E} _{n-1}(z),\qquad (n=1,2,3,\ldots )\!\,.}
Funkcija {\displaystyle \operatorname {E} _{0}\,} se preprosto izračuna, zaradi česar je ta rekurzija uporabna, ker velja {\displaystyle e^{-z}/z\,}.

### Eksponentni integral imaginarnega argumenta
Če je {\displaystyle z\,} imaginaren, ima nenegativni realni del, tako da se lahko uporabi formula:
{\displaystyle \operatorname {E} _{1}(z)=\int _{1}^{\infty }{\frac {e^{-tz}}{t}}dt\!\,}
za povezavo s trigonometričnima integraloma {\displaystyle \operatorname {Si} \,} in {\displaystyle \operatorname {Ci} \,}:
{\displaystyle \operatorname {E} _{1}(ix)=i\left(-{\tfrac {1}{2}}\pi +\operatorname {Si} (x)\right)-\operatorname {Ci} (x),\qquad (x>0)\!\,.}
Realna in imaginarna dela funkcije {\displaystyle \operatorname {E} _{1}(x)\,} sta prikazana na desni sliki s črno in rdečo krivuljo.

### Računanje in približki
Za funkcijo eksponentnega integrala obstaja več približkov. Med njimi so:
- približek Swameeja in Ohije:[17]

{\displaystyle {\mathsf {E}}_{1}[x]=(A^{-7.7}+B)^{-0.13}\!\,,}
kjer je {\displaystyle A=\ln {\bigg [}{\bigg (}{\frac {0,56146}{x}}+0,65{\bigg )}(1+x){\bigg ]}} in {\displaystyle B=x^{4}e^{7,7x}(2+x)^{3,7}\,},
- približek Allena in Hastingsa:[17][18]

{\displaystyle {\mathsf {E}}_{1}[x]={\begin{cases}\ln {x}+{\textbf {a}}^{T}{\textbf {x}}_{5},&x\leq 1\\{\frac {e^{-x}}{x}}{\frac {{\textbf {b}}^{T}{\textbf {x}}_{4}}{{\textbf {c}}^{T}{\textbf {x}}_{4}}},&x\geq 1\end{cases}}}
kjer je {\displaystyle {\textbf {a}}\triangleq [-0,57722,0,99999,-0,24991,0,5519,-0,00976,0,00108]^{T}\,}, {\displaystyle {\textbf {b}}\triangleq [0,26777,8,63476,18,05902,8,57333]^{T}\,}, {\displaystyle {\textbf {c}}\triangleq [3,95850,21,09965,25,63296,9,57332]^{T}\,} in {\displaystyle {\textbf {x}}_{k}\triangleq [x^{0},x^{1},\dots ,x^{k}]^{T}\,},
- razvoj z verižnim ulomkom:[18]

{\displaystyle {\mathsf {E}}_{1}[x]={\cfrac {e^{-x}}{x+{\cfrac {1}{1+{\cfrac {1}{x+{\cfrac {2}{1+{\cfrac {2}{x+{\cfrac {3}{\dots }}}}}}}}}}}}\!\,,}
- približek Barryja s sodelavcema:[19]

{\displaystyle {\mathsf {E}}_{1}[x]={\frac {e^{-x}}{G+(1-G)e^{-x/(1-G)}}}\ln {\bigg [}1+{\frac {G}{x}}-{\frac {1-G}{(h+bx)^{2}}}{\bigg ]}\!\,,}
kjer je {\displaystyle h={\frac {1}{1+x{\sqrt {x}}}}+{\frac {h_{\infty }q}{1+q}}\,}, {\displaystyle q={\frac {20}{47}}x^{\sqrt {31/26}}\,}, {\displaystyle h_{\infty }={\frac {(1-G)(G^{2}-6G+12)}{3G(2-G)^{2}b}}\,}, {\displaystyle b={\sqrt {\frac {2(1-G)}{G(2-G)}}}\,}, {\displaystyle G=e^{-\gamma }\,}, in tu {\displaystyle \gamma \,} Euler-Mascheronijeva konstanta.

### Posebne vrednosti
{\displaystyle \operatorname {Ei} (0)=-\infty \!\,,}
{\displaystyle \operatorname {Ei} (1/5)=-0,821760587902400315653310869899\ldots \!\,,}
{\displaystyle \operatorname {Ei} (1/4)=-0,542543264661913729533531851734\ldots \!\,,}
{\displaystyle \operatorname {Ei} (1/3)=-0,158092108971155710313577306230\ldots \!\,,}
{\displaystyle \operatorname {Ei} (1/2)=0,454219904863173579920523812662\ldots \!\,,}
{\displaystyle \operatorname {Ei} (1)=1,895117816355936755466520934331\ldots \!\,,} (OEIS A091725),
{\displaystyle \operatorname {Ei} (2)=4,954234356001890163379505130227\ldots \!\,,}
Ničla ({\displaystyle \operatorname {Ei} (x)=0\,}) ima vrednost:
{\displaystyle x=0,372507410781366634461991866580\ldots \!\,,} (OEIS A091723).

## Uporaba
- časovno odvisni prenos toplote
- neravnovesni tok podtalnice v prehodni Theisovi rešitvi (funkcija vodnjaka)
- prenos sevanja v zvezdnih atmosferah
- radialna difuzijska enačba za tok prehodnega ali spremenljivega stanja s črtastimi viri in ponori
- rešitve nevtronske transportne enačbe v poenostavljenih enorazsežnih geometrijah.[20]